# Велоспорт на літніх Олімпійських іграх 2012 — BMX (жінки)
Змагання з велоперегонів на BMX серед жінок на літніх Олімпійських іграх 2012 пройшли з 8 по 10 серпня у Лондонському велопарку.

Перемогу здобула Маріана Пахон з Колумбії. Сара Вокер з Нової Зеландії посіла друге місце, а Лаура Смулдерс з Нідерландів - третє.

## Формат змагань
Спочатку відбулася кваліфікація, за результатами якої спортсменки за часом розбивались на два півфінали. Півфінали складалися з трьох заїздів. Із кожного півфіналу у фінал виходили по чотири спортсмени. Фінал складався з одного заїзду.

## Розклад змагань
Вказано Британський літній час (UTC+1)
| Дата                    | Час   | Раунд               |
| ----------------------- | ----- | ------------------- |
| Середа 8 серпня 2012    | 15:00 | Qualification       |
| П'ятниця 10 серпня 2012 | 15:00 | Півфінали and final |

## Результати

### Кваліфікація
| Місце | Ім'я                | Країна                | Час    | Примітки |
| ----- | ------------------- | --------------------- | ------ | -------- |
| 1     | Каролін Б'юкенен    | Австралія (AUS)       | 38.434 |          |
| 2     | Сара Вокер          | Нова Зеландія (NZL)   | 38.644 |          |
| 3     | Маріана Пахон       | Колумбія (COL)        | 38.787 |          |
| 4     | Лаетісія Ле Корґійє | Франція (FRA)         | 38.976 |          |
| 5     | Шенейз Рід          | Велика Британія (GBR) | 39.368 |          |
| 6     | Лаура Смулдерс      | Нідерланди (NED)      | 39.420 |          |
| 7     | Магалі Поттьє       | Франція (FRA)         | 39.778 |          |
| 8     | Еліс Пост           | США (USA)             | 39.890 |          |
| 9     | Лорен Рейнольдс     | Австралія (AUS)       | 40.045 |          |
| 10    | Анета Гладікова     | Чехія (CZE)           | 40.846 |          |
| 11    | Романа Лабункова    | Чехія (CZE)           | 41.096 |          |
| 12    | Стефані Ернандес    | Венесуела (VEN)       | 41.253 |          |
| 13    | Сандра Алексеєва    | Латвія (LAT)          | 41.752 |          |
| 14    | Вільма Рімшайте     | Литва (LTU)           | 42.162 |          |
| 15    | Скел Стейн          | Бразилія (BRA)        | 42.995 |          |
| –     | Брук Крейн          | США (USA)             |        | DNF      |

### Півфінали

#### Півфінал 1
| Місце | Ім'я                      | 1-й заїзд    | 2-й заїзд    | 3-й заїзд  | Загалом | Примітки |
| ----- | ------------------------- | ------------ | ------------ | ---------- | ------- | -------- |
| 1     | Каролін Б'юкенен (AUS)    | 38.276 (1)   | 40.296 (2)   | 38.482 (1) | 4       | Q        |
| 2     | Шенейз Рід (GBR)          | 39.029 (2)   | 38.858 (1)   | 38.634 (2) | 5       | Q        |
| 3     | Брук Крейн (USA)          | 40.668 (5)   | 41.029 (4)   | 40.099 (5) | 14      | Q        |
| 4     | Лаетісія Ле Корґійє (FRA) | 39.902 (4)   | 1:20.324 (8) | 38.759 (3) | 15      | Q        |
| 5     | Стефані Ернандес (VEN)    | 1:12.935 (8) | 40.513 (3)   | 39.466 (4) | 15      |          |
| 6     | Еліс Пост (USA)           | 39.495 (3)   | 51.752 (7)   | DNF (8)    | 18      |          |
| 7     | Сандра Алексеєва (LAT)    | 42.030 (7)   | 43.159 (6)   | 42.855 (6) | 19      |          |
| 8     | Лорен Рейнольдс (AUS)     | 41.103 (6)   | 41.441 (5)   | DNF (8)    | 19      |          |

#### Півфінал 2
| Місце | Ім'я                   | 1-й заїзд  | 2-й заїзд  | 3-й заїзд  | Загалом | Примітки |
| ----- | ---------------------- | ---------- | ---------- | ---------- | ------- | -------- |
| 1     | Маріана Пахон (COL)    | 38.759 (1) | 38.749 (1) | 38.845 (1) | 3       | Q        |
| 2     | Магалі Поттьє (FRA)    | 39.342 (2) | 38.828 (2) | 39.048 (2) | 6       | Q        |
| 3     | Лаура Смулдерс (NED)   | 39.886 (4) | 39.175 (3) | 39.660 (4) | 11      | Q        |
| 4     | Сара Вокер (NZL)       | 39.905 (5) | 39.348 (4) | 39.344 (3) | 12      | Q        |
| 5     | Анета Гладікова (CZE)  | 39.728 (3) | 40.393 (6) | 43.752 (7) | 16      |          |
| 6     | Романа Лабункова (CZE) | 40.624 (6) | 39.883 (5) | 40.777 (6) | 17      |          |
| 7     | Вільма Рімшайте (LTU)  | 41.789 (7) | 40.897 (7) | 40.400 (5) | 19      |          |
| 8     | Скел Стейн (BRA)       | DNF (8)    | DNS (10)   | DNS (10)   | 28      |          |

### Фінал
| Місце | Ім'я                      | Час    |
| ----- | ------------------------- | ------ |
| 1     | Маріана Пахон (COL)       | 37.706 |
| 2     | Сара Вокер (NZL)          | 38.133 |
| 3     | Лаура Смулдерс (NED)      | 38.231 |
| 4     | Лаетісія Ле Корґійє (FRA) | 38.476 |
| 5     | Каролін Б'юкенен (AUS)    | 38.903 |
| 6     | Шенейз Рід (GBR)          | 39.247 |
| 7     | Магалі Поттьє (FRA)       | 39.395 |
| 8     | Брук Крейн (USA)          | 40.286 |